# MyAnna Buring
MyAnna Buring, ursprungligen Anna Margaretha My Rantapää, född 22 september 1979 i Sundsvall, är en svensk skådespelare, verksam i Storbritannien.
Buring föddes i Sverige, men växte upp i Oman och Kuwait, där fadern verkade som läkare, och hon flyttade sedan på egen hand till Storbritannien som 16-åring. Hon utexaminerades från London Academy of Music and Dramatic Art 2004 och har bland annat spelat på brittiska scener och under flera år varit en drivande kraft bakom MahWaff Theatre Company i London.
Hon har medverkat i filmer som Instängd, The Twilight Saga: Breaking Dawn - Part 1, Se upp för Jönssonligan och TV-serier som Doctor Who, Downton Abbey, Morden i Midsomer, The Witcher samt norska serierna Dag och En natt.
I maj 2017 födde hon en son.